# ユナイト (バンド)
ユナイトは、日本のヴィジュアル系ロックバンド。

## 概要
- 2011年2月1日、元キャンゼルの椎名未緒、ハク、ゆきみを中心に結成され、同年3月29日、渋谷duo MUSIC EXCHANGEで初ライヴを行った。バンド告知開始時はメンバーの写真は公開されず、ホームページ上にカウントダウンが設置され、メンバーの詳細は明かされなかった。カウントダウンが0になった2月16日にホームページ上でEniverとworld wide wishの試聴が開始された。この2曲は後に初ライブにてGreeting CD「UNiTE.」として発売された。
- バンド名の由来は「メンバー同士が、メンバーとファンが、ファン同士が音楽や絆で結びくようなバンドでありたい」(原文ママ)という思いから付けられた[1]。尚、バンド名の正式表記はユナイト。英字の際はUNiTE.と表記する。英字表記の際の最後のピリオドはユナイトが最後のバンドである意図が込められている[2]。また、ユナイトという言葉は後にEniverのタイトルになる予定だったが、ユナイトがバンド名になった事により、Eniverというタイトルが改めて付けられた[3]。
- 結成より各媒体において「終わらない」ことを目標にしている事を明言している。これはメンバーが同時期に前身バンドを解散している事による思いとのこと[4]。
- 「何でもやりたい」というメンバーの思いにより、音楽性に関するコンセプトは定めておらず、「音楽的にはノーコンセプトでかっこよければ何でもいいっていうのが基本ルール」と発言している。また、バンドが必ずしもバンドサウンドである必要も無いと言う考えもあり、曲を通して生楽器を一切使用していない楽曲も多数存在する[3]。
- 作詞、作曲者が全て同じというのは楽曲制作者が一番その楽曲の世界観へのこだわりがあるだろうという思いから[5]。
- ユナイトのファンの事を「U's」と総称している[6][7]。

## 来歴
- 2011年
  - 2月1日結成　バンド情報解禁
  - 3月29日初ライブを行い、会場でGreeting CD「UNiTE.」を販売
  - 4月27日「UNiTE. 2nd press」ライカエジソンにて1000枚限定でリリース
  - 6月29日1stシングル「U-smeh-」リリース
  - 7月13日2ndシングル「ミドルノート」リリース
  - 8月7日名古屋ell.FITS ALLにて主催イベント「名古屋小旅行」を行う
  - 8月14日心斎橋FANJ twiceにて主催イベント「大阪小旅行」を行う
  - 8月23日渋谷O-WESTにてワンマンライヴ「U&U's -starting over's-」を行う
  - 10月30日高田馬場AREAにて主催イベント「ねぇ西郷、ハロウィンと言ったら何？」『えっと・・かぼちゃですかね』を行う
  - 11月16日1stアルバム「STARTiNG OVER'S」リリース
  - 11月20日大阪RUIDOにてミニワンマンライヴ「大阪凸」を行う
  - 11月23日名古屋ell sizeにてミニワンマンライヴ「名古屋凸」を行う
  - 12月4日渋谷RUIDO K2にて3部制ミニ×2ワンマンライヴ「エモい」を行う

- 2012年
  - 3月28日3rdシングル「AIVIE」リリース[8]
  - 3月29日赤坂BLITZにてワンマンマンライヴ「U&U's -ANSWER-」を行う[9]
  - 6月27日4thシングル「約束」リリース[10]
  - 7月1日渋谷WWWを皮切りにワンマンマンライヴツアー「近ぇ 2012夏」を行う
  - 8月22日LIVE DVD「UNiTE. FIRST ANNIVERSARY ONEMAN LIVE [U&U's -ANSWER-] AT AKASAKA BLITZ　20120329」リリース
  - 9月12日5thシングル「イオ」リリース
  - 9月17日東京国際フォーラムCにて初のホールワンマンマンライヴ「U&U's -meaning-」を行う[11]
  - 12月5日2ndアルバム「MEANiNG」リリース[12]
  - 12月15日渋谷REXより、東名阪仙三部制ミニワンマンライヴ「早ぇ。 2012冬」を行う予定[13]
  - 12月24日ニコニコ生放送にて「長ぇ。2012冬」と題した、24日17時から翌日5時まで12時間の生放送を行う[14]

- 2013年
  - 3月8日札幌KRAPS HALLを皮切りに全国9箇所でのワンマンツアー[once live too meaning]を行う
  - 3月27日DVDMV集「UNiTE. CLIPS #01」リリース
  - 3月29日[once live too meaning]のファイナル公演としてSHIBUYA-AXにてワンマンライヴを行う
  - 4月1日モバイルファンクラブ mobile FC[elite U's]開設
  - 4月22日[elite U's]会員限定ワンマンを渋谷O-WESTにて行う
  - 6月12日Serial story CD 上巻「small world order」リリース
  - 6月14日下北沢GARDENにて主催イベント「黒ぇ。2013梅雨」を行う
  - 7月3日Serial story CD 中巻「色即是空 -イロスナワチコレソラナリ-」リリース
  - 7月6日渋谷WWWを皮切りにワンマンマンライヴツアー「恋なんかいらねえよ、夏」を行う
  - 8月7日Serial story CD 下巻「ハートレス クラシックメモリー」リリース
  - 8月23日8月24日川崎CLUB CITTAにて2Daysワンマンマンライヴ「祭っちった。」を行う

- 2014年
  - 3月29日品川ステラボールにて三周年ワンマンライブ[-U&U's Ai-]を行う
  - 4月19日渋谷WWWにてゆきみ脱退
  - 7月26日オフィシャルサイトにて莎奈加入告知
  - 8月16日渋谷公会堂にてワンマンライブ「-U&U's あの日見た、奇跡の先に-」を行う　莎奈が加入
  - 9月17日6thシングル「レヴ/ice」リリース
  - 11月3日名古屋M.I.Dを皮切りにユナイト 2014オータムワンマンツアー 「新歓」を行う
  - 11月24日新横浜NEW SIDE BEACHにて、ユナイト 2014オータムワンマンツアー 「新歓」椎名未緒フィーチャーイベント「祭典：パープルレシオ」を行う
  - 11月25日新横浜NEW SIDE BEACHにて、ユナイト 2014オータムワンマンツアー 「新歓」椎名未緒フィーチャーイベント「祀典：パープルレシオ」を行う

- 2022年
  - 4月8日結による重大な問題が発覚し話し合いを行ったが解決に至らなかった為、解雇に伴い脱退となった[15]。
- 2023年
  - 3月1日ボーカル希(のぞみ)の加入が発表となった。[16]。

## メンバー

### Vocal:希（のぞみ）
概要
- 12月11日生まれ、福岡県出身、血液型0型、パーソナルカラーはイエロー。
- Anima(皐)→ SHiSHi(お花) → ユナイト

人物
- ユナイト以前のバンドではギターを担当していた。

### Guitar:椎名未緒（しいなみお）
概要
- 11月24日生まれ、神奈川県出身、血液型B型、パーソナルカラーはパープル。
- デルフィニウム(みお) → キャンゼル(椎名未緒) → ユナイト

人物
- バンドのリーダーであり、同時にバンド全体のプロデューサーの様な役割も担っている。
- CDや広告等、様々なデザインを担う一面もあり、ユナイトのフライヤーは自身で全てデザインしていると発言している。また、ユナイトのフライヤーに於いてはナンバーが記載されており、これはファンのコレクト心をくすぐりたいという思いと、ライブハウス等でフライヤーが雑然と捨てられている状況を打開したいという思いも込められている[17]。
- 作曲者名は、音楽性に比重を置いた曲には「椎名未緒」を、ライヴ栄えに比重を置いて作った曲には「未緒」を用いる[18]。
- 椎名未緒クレジットの楽曲での歌詞は綺麗な言葉が多い反面、未緒クレジットでは辛辣な言葉が並ぶ事が多い。これは楽曲の雰囲気に合わせているとの事。
- 元々LiNと知り合う前からお互いにファン同士だったと発言しており、今でもLiNの作る楽曲のファンであると発言している[19]。
- 高校時代にJILSのファンだったと発言しており、ボーカリストの幸也-YUKIYA-からアーティストとして深く影響を受けたと発言しており、ユナイト主催のライブイベントへの出演を機に親交がある[20]。
- 愛猫家で、みそという名前の猫を飼育している。名前の由来は「み」おの「そ」まり(原文ママ)から。[21]
- 2018年より、自身のライフワークとしてソロの音源制作活動APPLIQUEを開始した。

### Guitar:LiN（りん）
概要
- 2月14日生まれ、東京都出身、血液型不明、パーソナルカラーはオレンジ。
- LeMpicka?(aki) → ユナイト(LiN)

人物
- 以前はベースでのバンド活動をしていたが、ユナイト加入を機にギターへ転向。また、ビジュアル系での活動もユナイトが初となる[22]。
- 曲中でリズムチェンジをする楽曲制作を得意とする。
- 伝えたい事が明確にある楽曲のタイトルはカタカナで統一している[23]。
- 直接的な言葉で作詞をする事が苦手と発言しており、比喩を多くとり入れた表現方法を用いた作詞をする。
- つんく♂を尊敬していると度々発言しており、BadRequest(STARTiNG OVER'S収録)ではモーニング娘。のテイストをとり入れたと発言している[22]。
- Kraのギタリスト タイゾとは幼馴染である[24]。
- 濱田圭(baroque、kannivalism)のファンだったと発言しており、現在は親交があると発言している[25]。

### Bass:ハク
概要
- 6月25日生まれ、埼玉県出身、血液型AB型、パーソナルカラーはグリーン。
- ハルシオン(ともやす) → バッハ(ハク) → キャンゼル → ユナイト

人物
- L'Arc〜en〜Cielのベーシストtetsuyaをプレイヤーとしてのルーツと発言している[26]。
- 元ドラマーのゆきみと共にZIGZOのベーシストであるDENにアドバイスを受ける関係であったと発言している。[27]。

### Drums:莎奈（さな）
概要
- 1月31日生まれ、大阪府出身、血液型O型。パーソナルカラーはブルー。
- lcy Trace(よっぴぃ) → EVE(祥) → ユナイト（莎奈）

人物
- ユナイトのファンだった事をオフィシャルブログにて発言している。[28]

## 旧メンバー

### Vocal:結（ゆい）
概要
- 3月18日生まれ、神奈川県出身、血液型AB型、パーソナルカラーはピンク。
- マウス → (四ッ★レストラン)(櫂斗) → ALiBi(カイ) → ユナイト（結）

人物
- 元々他のメンバーとの親交は無く、以前のバンドの解散後、新しいバンドへ向け椎名未緒にアプローチをかけた事が切っ掛けでメンバーと知り合うこととなった。
- 高校時代に軽音楽部へ入部した事がきっかけで本格的にバンドへの興味を持つ[29]。
- 幼少期スーパーマリオスタジアムへ出演した経験がある[29]。
- 幕が閉まったステージでも人を感動させられるボーカリストになりたいと発言している[30]。
- 親交のあるアーティストに以前共にバンドを組んでいたKraのギタリスト タイゾを挙げている[30]。

### Drums:ゆきみ
概要
- 血液型B型、パーソナルカラーはライトブルー。
- ex.digitalic aAm → (epilatoire)(YAS) → キャンゼル(ゆきみ) → ユナイト

人物
- 転調や変拍子をおりまぜた楽曲制作を得意とする。
- SIAM SHADEのドラマー淳士をプレイヤーとしてのルーツと発言している[31]
- 高校時代に軽音楽部へ入部した事がきっかけでドラムをはじめる[31]。
- ZIGZOのドラマーであるsakuraを師事、レコーディングの際もリズムアドバイザーとしてsakuraが参加している。[32]。
- 渋谷WWWでの公演をもって脱退。理由は持病の腰痛が悪化し、継続的な演奏が不可能と判断されたため。
- 2015年4月12日 ファッション系音楽イベント HEAVY POP にDJとして出演。

## ディスコグラフィ

### シングル
| No.                       | タイトル                                          | 品番           | 発売日         | 収録曲 | 備考 |
| ------------------------- | ------------------------------------------------- | -------------- | -------------- | --- | --- |
| Greeting CD               | UNiTE.                                            | UNR-000        | 2011年3月29日  | 1.melt into UNiTE.（作曲：椎名未緒） 2.Eniver（作詞・作曲：椎名未緒） 3.world wide wish（作詞・作曲：未緒） | 会場限定で販売。 ※完売につき現在入手困難。 |
| Greeting CD               | UNiTE. [2nd press]                                | UNR-000B       | 2011年4月27日  | 1.melt into UNiTE.（作曲：椎名未緒） 2.Eniver（作詞/作曲：椎名未緒） 3.world wide wish（作詞/作曲：未緒） | ライカエジソンにて1000枚限定発売。 オリコンインディーズチャート初登場7位獲得。 ※完売につき現在入手困難。 |
| 1st                       | U -s m e h- [タイプA]                             | CAUN-001A      | 2011年6月29日  | 1.U -s m e h-（作詞：結 / 作曲：結、未緒） 2.Chronus（作詞/作曲：ゆきみ） DVD「Eniver」PV収録 | オリコンインディーズチャート初登場1位獲得。 オリコンチャート初登場53位獲得。 当初は2011年6月1日発売の予定だったが、完成品に不備が確認された為、同月29日発売に延期された。 |
| 1st                       | U-s m e h- [タイプB]                              | CAUN-001B      | 2011年6月29日  | 1.U-s m e h-（作詞：結 / 作曲：結、未緒） 2.Ms.Fabbit（作詞/作曲：LiN） 3.失踪イン マイ ルーム（作詞/作曲：未緒） | オリコンインディーズチャート初登場1位獲得。 オリコンチャート初登場53位獲得。 当初は2011年6月1日発売の予定だったが、完成品に不備が確認された為、同月29日発売に延期された。 |
| 2nd                       | ミドルノート [タイプA]                            | CAUN-002A      | 2011年7月13日  | 1.ミドルノート（作詞/作曲：LiN） 2.ディストリー（作詞/作曲：結） DVD「world wide wish」PV収録 | オリコンインディーズチャート初登場3位獲得。 オリコンチャート初登場42位獲得。 I/FはInterfaceの意。 |
| 2nd                       | ミドルノート [タイプB]                            | CAUN-002B      | 2011年7月13日  | 1.ミドルノート（作詞/作曲：LiN） 2.snow slow（作詞/作曲：椎名未緒） 3.不完全I/F（作詞/作曲：未緒） | オリコンインディーズチャート初登場3位獲得。 オリコンチャート初登場42位獲得。 I/FはInterfaceの意。 |
| 3rd                       | AIVIE [初回生産限定盤]                            | DCCL-30～31    | 2012年3月28日  | 1.AIVIE（作詞/作曲：結） 2.プレテンス（作詞/作曲：ゆきみ） DVD(2011.08.29 JACK IN THE BOX 2011 SUMMER@nicofarre ライヴ映像収録) | オリコンインディーズチャート初登場2位獲得。 オリコンチャート初登場32位獲得。 AIVIEはAim Imagine Viewからくる造語。 プレテンスは本来Pretenseでプリテンスと読むが、響きでプレテンスと独自に命名。 ハイスピードフェイスレスネスの意味は、高速心変わりという意味。                                                                     |
| 3rd                       | AIVIE [通常盤]                                    | DCCL-32        | 2012年3月28日  | 1.AIVIE（作詞/作曲：結） 2.ハイスピードフェイスレスネス（作詞/作曲：LiN） 3.鳥籠好餌責務 -TORIKAGO like obligation-（作詞/作曲：未緒） | オリコンインディーズチャート初登場2位獲得。 オリコンチャート初登場32位獲得。 AIVIEはAim Imagine Viewからくる造語。 プレテンスは本来Pretenseでプリテンスと読むが、響きでプレテンスと独自に命名。 ハイスピードフェイスレスネスの意味は、高速心変わりという意味。                                                                     |
| 4th                       | 約束 [初回生産限定盤]                             | DCCL-41～42    | 2012年6月27日  | 1.約束（作詞/作曲：椎名未緒） 2.退廃レトリック（作詞/作曲：未緒） DVD(2012.03.29 赤坂BLITZのライヴハイライト収録) | オリコンインディーズチャート初登場3位獲得。 オリコンチャート初登場29位獲得。 約束は未緒、ハク、ゆきみの前身バンドの楽曲「青色LOVERS LINE」の10年後を描いた作品。。 Love_Duck_Core_Nothingの由来は、『Love＝好き、Duck＝かも(鴨)、Core＝しん(芯)、Nothing＝ない(無)で、“好きかもしんない”＝「Love_Duck_Core_Nothing」』(原文ママ)。 |
| 4th                       | 約束 [通常盤]                                     | DCCL-43        | 2012年6月27日  | 1.約束（作詞/作曲：椎名未緒） 2.Love_Duck_Core_Nothing（作詞/作曲：LiN） 3.Grateful word（作詞/作曲：結） | オリコンインディーズチャート初登場3位獲得。 オリコンチャート初登場29位獲得。 約束は未緒、ハク、ゆきみの前身バンドの楽曲「青色LOVERS LINE」の10年後を描いた作品。。 Love_Duck_Core_Nothingの由来は、『Love＝好き、Duck＝かも(鴨)、Core＝しん(芯)、Nothing＝ない(無)で、“好きかもしんない”＝「Love_Duck_Core_Nothing」』(原文ママ)。 |
| 5th                       | イオ [初回生産限定盤]                             | DCCL-56～57    | 2012年9月12日  | 1.イオ（作詞/作曲：LiN） 2.re:make（作詞/作曲：結） DVD(「近ぇ。2012夏」のライヴハイライト映像を収録予定) | オリコンインディーズチャート初登場3位獲得。 オリコンチャート初登場34位獲得。 イオは木星の衛星の名称であり、イオをファン、木星をメンバーに置き換えた歌詞であると発言している。。 |
| 5th                       | イオ [通常盤]                                     | DCCL-58        | 2012年9月12日  | 1.イオ（作詞/作曲：LiN） 2.3rd Blue（作詞/作曲：ゆきみ） 3.draws,（作詞/作曲：ハク） | オリコンインディーズチャート初登場3位獲得。 オリコンチャート初登場34位獲得。 イオは木星の衛星の名称であり、イオをファン、木星をメンバーに置き換えた歌詞であると発言している。。 |
| Serial story CD 上巻      | small world order [豪華盤]                        | DCUN-01B       | 2013年6月12日  | 1.small world order（作詞/作曲：椎名未緒） DVD(01.small world order 02.次回予告) BOOK(原作短編小説 第一話「ひとひらの世界」掲載） | オリコンインディーズチャート初登場2位獲得。 オリコンチャート初登場25位獲得。 三部作1コインCD三ヶ月連続限定リリースの第1段 Serial story CDは、椎名未緒原作の物語を各章に分け、三人がそれぞれのアプローチで作詞作曲した三部作となっている。 各限定3,000枚、全国主要インディーズショップ、ライヴ会場、通販限定販売。                  |
| Serial story CD 上巻      | small world order [通常盤]                        | DCUN-01A       | 2013年6月12日  | 1.small world order（作詞/作曲：椎名未緒） 2.small world order(off vocal ver.) | オリコンインディーズチャート初登場2位獲得。 オリコンチャート初登場25位獲得。 三部作1コインCD三ヶ月連続限定リリースの第1段 Serial story CDは、椎名未緒原作の物語を各章に分け、三人がそれぞれのアプローチで作詞作曲した三部作となっている。 各限定3,000枚、全国主要インディーズショップ、ライヴ会場、通販限定販売。                  |
| Serial story CD 中巻      | 色即是空-イロスナワチコレソラナリ- [豪華盤]       | DCUN-02B       | 2013年7月3日   | 1.色即是空-イロスナワチコレソラナリ-（作詞/作曲：LiN） DVD(01.色即是空-イロスナワチコレソラナリ- 02.次回予告) BOOK(原作短編小説 第二話「違う街、違う空」掲載） | 三部作1コインCD三ヶ月連続限定リリースの第2段 各限定3,000枚、全国主要インディーズショップ、ライヴ会場、通販限定販売。 |
| Serial story CD 中巻      | 色即是空-イロスナワチコレソラナリ- [通常盤]       | DCUN-02A       | 2013年7月3日   | 1.色即是空-イロスナワチコレソラナリ-（作詞/作曲：LiN） 2.色即是空-イロスナワチコレソラナリ-(off vocal ver.) | 三部作1コインCD三ヶ月連続限定リリースの第2段 各限定3,000枚、全国主要インディーズショップ、ライヴ会場、通販限定販売。 |
| Serial story CD 下巻      | ハートレス クラシックメモリー [豪華盤]            | DCUN-03B       | 2013年8月7日   | 1.ハートレス クラシックメモリー（作詞：結 作曲：結、未緒） DVD(01.ハートレス クラシックメモリー 02.××××) BOOK(原作短編小説 第三話「心の在り処」掲載） | 三部作1コインCD三ヶ月連続限定リリースの第3段 各限定3,000枚、全国主要インディーズショップ、ライヴ会場、通販限定販売。 |
| Serial story CD 下巻      | ハートレス クラシックメモリー [通常盤]            | DCUN-03A       | 2013年8月7日   | 1.ハートレス クラシックメモリー（作詞：結 作曲：結、未緒） 2.ハートレス クラシックメモリー(off vocal ver.) | 三部作1コインCD三ヶ月連続限定リリースの第3段 各限定3,000枚、全国主要インディーズショップ、ライヴ会場、通販限定販売。 |
| Serial story CD 完全版    | 美空結び [豪華盤]                                 | DCCL-110〜111  | 2013年10月9日  | 1.small world order（作詞/作曲：椎名未緒） 2.色即是空 -イロスナワチコレソラナリ-（作詞/作曲：LiN） 3.ハートレス クラシックメモリー（作詞：結 作曲：結、未緒） 4.美空結び（作詞/作曲：椎名未緒） DVD(01.美空結び 02.美空結び MV making) BOOK(原作小説「美空結び」 第一、二、三話＋最終話「美空」掲載） | Serial story CDシリーズの完全版。1コインCDとしてリリースされた楽曲に新曲を追加して収録されている。 |
| Serial story CD 完全版    | 美空結び [通常盤]                                 | DCCL-112       | 2013年10月9日  | 1.small world order（作詞/作曲：椎名未緒） 2.色即是空 -イロスナワチコレソラナリ-（作詞/作曲：LiN） 3.ハートレス クラシックメモリー（作詞：結 作曲：結、未緒） 4.美空結び（作詞/作曲：椎名未緒） 5.美空結び (off vo.)（作詞/作曲：椎名未緒）                                                           | Serial story CDシリーズの完全版。1コインCDとしてリリースされた楽曲に新曲を追加して収録されている。 |
| UNiTE. Limited Single     | Re:niver                                          | DCUN-05        | 2014年8月16日  | 1.Eniver -updated ver.S-（作詞/作曲：椎名未緒） 2.Eniver -updated ver.S- (off vo.)（作詞/作曲：椎名未緒） | 渋谷公会堂会場限定で販売。 |
| 6th                       | レヴ / ice [初回生産限定盤タイプM]                | DCCL-158～159  | 2014年9月17日  | 1.レヴ（作詞：椎名未緒 / 作曲：未緒） 2.ice（作詞/作曲：LiN） DVD(01.レヴ MV 02. レヴ MV Making) | ユナイト初の両A面シングル。 オリコンチャート初登場16位獲得。 |
| 6th                       | レヴ / ice [初回生産限定盤タイプL]                | DCCL-160～161  | 2014年9月17日  | 1.ice（作詞/作曲：LiN） 2.レヴ（作詞：椎名未緒 / 作曲：未緒） DVD(01.ice MV 02. ice MV Making) | ユナイト初の両A面シングル。 オリコンチャート初登場16位獲得。 |
| 6th                       | レヴ / ice [初回生産限定軽装盤]                   | DCCL-162       | 2014年9月17日  | 1.レヴ（作詞：椎名未緒 / 作曲：未緒） 2.ice（作詞/作曲：LiN） | ユナイト初の両A面シングル。 オリコンチャート初登場16位獲得。 |
| 6th                       | レヴ / ice [通常盤]                               | DCCL-163       | 2014年9月17日  | 1.レヴ（作詞：椎名未緒 / 作曲：未緒） 2.ice（作詞/作曲：LiN） 3.君は知らない（作詞/作曲：椎名未緒） 3.君は知らない (off vo.)（作詞/作曲：椎名未緒） | ユナイト初の両A面シングル。 オリコンチャート初登場16位獲得。 |
| 7th                       | マーブル [初回生産限定盤タイプS]                  | DCCL-176～177  | 2015年3月18日  | 1.マーブル 2.ステアーズ ステアーズ 3.マーブル (off vo.) 4.ステアーズ ステアーズ (off vo.) DVD(01. マーブル MV 02. マーブル MV Making) | 軽装盤には歌詞の記載がない。 |
| 7th                       | マーブル [初回生産限定軽装盤]                     | DCCL-178       | 2015年3月18日  | 1.マーブル | 軽装盤には歌詞の記載がない。 |
| 7th                       | マーブル [通常盤]                                 | DCCL-179       | 2015年3月18日  | 1.マーブル 2.汚染 3.WONDER f∞l PEOPLE 4.汚染 (off vo.) 5.WONDER f∞l PEOPLE (off vo.) | 軽装盤には歌詞の記載がない。 |
| 8th                       | ジュピタ [通常盤]                                 | DCCL-197～198  | 2016年3月23日  | 1.ジュピタ 2.イオ -PiANO COSMiC- 3.ジュピタ (off vo.) DVD(01. ジュピタMV) | 7パターン同時発売。軽装盤を除きカップリング曲違い。 |
| 8th                       | ジュピタ [初回生産限定軽装盤]                     | DCCL-199       | 2016年3月23日  | 1.ジュピタ | 7パターン同時発売。軽装盤を除きカップリング曲違い。 |
| 8th                       | ジュピタ [初回生産限定盤タイプY]                  | DCCL-192       | 2016年3月23日  | 1.ジュピタ 2.スキ≒キライ 3.スキ≒キライ(off vo.) | 7パターン同時発売。軽装盤を除きカップリング曲違い。 |
| 8th                       | ジュピタ [初回生産限定盤タイプM]                  | DCCL-193       | 2016年3月23日  | 1.ジュピタ 2.アンハッピータイムリーパー 3.アンハッピータイムリーパー(off vo.) | 7パターン同時発売。軽装盤を除きカップリング曲違い。 |
| 8th                       | ジュピタ [初回生産限定盤タイプL]                  | DCCL-194       | 2016年3月23日  | 1.ジュピタ 2.高級娼婦とカミキリムシ 3.高級娼婦とカミキリムシ(off vo.) | 7パターン同時発売。軽装盤を除きカップリング曲違い。 |
| 8th                       | ジュピタ [初回生産限定盤タイプH]                  | DCCL-195       | 2016年3月23日  | 1.ジュピタ 2.「ヨル」と「ヒカリ」 3.「ヨル」と「ヒカリ」(off vo.) | 7パターン同時発売。軽装盤を除きカップリング曲違い。 |
| 8th                       | ジュピタ [初回生産限定盤タイプS]                  | DCCL-196       | 2016年3月23日  | 1.ジュピタ 2.星屑と形 3.星屑と形(off vo.) | 7パターン同時発売。軽装盤を除きカップリング曲違い。 |
| 通販限定Single            | 天国に一番近い音楽                                | DCUN-07        | 2016年9月21日  | 1.ここは天国ですか？ 2.無限ピクセル 3.くくる 4.PiNKY_she_SWeAR 5.無限ピクセル（off vo.） 6.くくる (off vo.) 7.PiNKY_she_SWeAR (off vo.) | ライブ会場、通販限定で販売。 |
| 9th                       | A Little Picture [会場＆通販限定・完全限定生産盤] | DCUN-08        | 2017年1月18日  | 1.A Little Picture 2.くじらのゆめ 3.チュリップ 4.A Little Picture (off vo.) 5.くじらのゆめ (off vo.) 6.チュリップ (off vo.) | ユナイト6周年記念主催イベント 「トモダチコレクティブ」 および通販で販売後、CDショップで通常盤を販売。 |
| 9th                       | A Little Picture [通常盤]                         | DCCL-214       | 2017年1月25日  | 1.A Little Picture 2.瞼に残光、 3.チュリップ 4.A Little Picture (off vo.) 5.瞼に残光、 (off vo.) 6.チュリップ (off vo.) | ユナイト6周年記念主催イベント 「トモダチコレクティブ」 および通販で販売後、CDショップで通常盤を販売。 |
| 会場限定Single            | ディシバダルツ                                    | DCUN-11        | 2017年8月9日   | 1.ディシバダルツ 2.ディシバダルツ (off vo.) | UNiTE. 2017 SUMMER ONEMAN TOUR「君はまだユナイトを知らない」にて1000枚限定販売。 |
| 会場限定Single            | ナユタの秘密                                      | DCUN-12        | 2017年8月16日  | 1.ナユタの秘密 2.ナユタの秘密(off vo.) | UNiTE. 2017 SUMMER ONEMAN TOUR「君はまだユナイトを知らない」にて1000枚限定販売。 |
| 会場限定Single            | ノゾキアナ？                                      | DCUN-13        | 2017年8月27日  | 1.ノゾキアナ？ 2.ノゾキアナ？(off vo.) | UNiTE. 2017 SUMMER ONEMAN TOUR「君はまだユナイトを知らない」にて1000枚限定販売。 |
| 黒ユナイト 1st            | 黒ノ玲瓏 [会場＆通販限定 / 完全生産盤]            | DCUN-15        | 2017年11月17日 | 1.MISERABLE 2.モノクロオピニオン 3.姦詐the閻魔 4.亡者の行進 5.MISERABLE (off vo.) 6.モノクロオピニオン (off vo.) 7.姦詐the閻魔 (off vo.) | 2017年後半、「黒ユナイト」として活動中に開催したライブ「トモダチコレクティブ～漆黒～」会場、および通販で販売後、CDショップで通常盤を販売。 |
| 黒ユナイト 1st            | 黒ノ玲瓏 [通常盤]                                 | DCUN-15        | 2017年11月22日 | 1.亡者の行進 2.MISERABLE 3.姦詐the閻魔 4.LEMON SQUASH 5.MISERABLE (off vo.) 6.姦詐the閻魔 (off vo.) 7.LEMON SQUASH (off vo.) | 2017年後半、「黒ユナイト」として活動中に開催したライブ「トモダチコレクティブ～漆黒～」会場、および通販で販売後、CDショップで通常盤を販売。 |
| 10th                      | ビリブオアノ                                      | DCUN-20        | 2019年3月6日   | 1.ビリブオアノ 2.離見 3.silence dreamer 4.ビリブオアノ (off vo.) 5.離見 (off vo.) 6.silence dreamer (off vo.) | |
| 両A面 11th Single         | シトラス / Eyes_Tea_Bitter_Brown                  | DCUN-21        | 2019年7月10日  | 1.シトラス 2.嘘つきのプレイリスト 3.Eyes_Tea_Bitter_Brown 4.シトラス (off vo.) 5.嘘つきのプレイリスト (off vo.) | |
| 両A面 11th Single         | シトラス / Eyes_Tea_Bitter_Brown                  | DCUN-22        | 2019年7月10日  | 1.Eyes_Tea_Bitter_Brown 2.ジャスミン 3.シトラス 4.Eyes_Tea_Bitter_Brown (off vo.) 5.ジャスミン (off vo.) | |
| 12th Single               | ANOMiE?                                           | DCUN-24        | 2020年3月18日  | 1.ANOMiE? 2.ANOMiE? (off vo.) | |
| 五ヶ月連続 通販限定Single | NASTY_Q_APRI？                                    | DCUN-25        | 2020年7月31日  | 1.NASTY_Q_APRI？ 2.NASTY_Q_APRI？ (off vo.) 3.NASTY_Q_APRI？ (結 爆上げver.) 4.NASTY_Q_APRI？ (椎名未緒 爆上げver.) 5.NASTY_Q_APRI？ (LiN 爆上げver.) 6.NASTY_Q_APRI？ (ハク 爆上げver.) 7.NASTY_Q_APRI？ (莎奈 爆上げver.)                                                                           | |
| 五ヶ月連続 通販限定Single | さよならユーフォリア                              | DCUN-26        | 2020年8月28日  | 1.さよならユーフォリア 2.さよならユーフォリア (off vo.) 3.さよならユーフォリア (結 爆上げver.) 4.さよならユーフォリア (椎名未緒 爆上げver.) 5.さよならユーフォリア (LiN 爆上げver.) 6.さよならユーフォリア (ハク 爆上げver.) 7.さよならユーフォリア (莎奈 爆上げver.)                                 | |
| 五ヶ月連続 通販限定Single | 液体の夜                                          | DCUN-27        | 2020年9月18日  | 1.液体の夜 2.液体の夜 (off vo.) 3.液体の夜 (結 爆上げver.) 4.液体の夜 (椎名未緒 爆上げver.) 5.液体の夜 (LiN 爆上げver.) 6.液体の夜 (ハク 爆上げver.) 7.液体の夜 (莎奈 爆上げver.) | |
| 五ヶ月連続 通販限定Single | 狐媚                                              | DCUN-28        | 2020年10月16日 | 1.狐媚 2.狐媚 (off vo.) 3.狐媚 (結 爆上げver.) 4.狐媚 (椎名未緒 爆上げver.) 5.狐媚 (LiN 爆上げver.) 6.狐媚 (ハク 爆上げver.) 7.狐媚 (莎奈 爆上げver.) | |
| 五ヶ月連続 通販限定Single | 優しい嘘                                          | DCUN-29        | 2020年11月13日 | 1.優しい嘘 2.優しい嘘 (off vo.) 3.優しい嘘 (結 爆上げver.) 4.優しい嘘 (椎名未緒 爆上げver.) 5.優しい嘘 (LiN 爆上げver.) 6.優しい嘘 (ハク 爆上げver.) 7.優しい嘘 (莎奈 爆上げver.) | |
| 13th Single               | ふわり                                            | DCUN-35        | 2022年3月1日   | 1.Whopper 2.ふわり 3.FAQT 4.必殺 5.ベリアル 6.ふわり (off vo.) 7.FAQT (off vo.) 8.必殺 (off vo.) 9.ベリアル (off vo.) | |
| Triple A Side 14th Single | 「花晨 / sheeple cirQus / iScream」               | DCUN-43        | 2023年4月26日  | 1.C55H70MgN4O6 2.花晨 3.sheeple cirQus 4.iScream 5.花晨 (off vo.) 6.sheeple cirQus (off vo.) 7.iScream (off vo.) | |
| 15th Single               | 「星躔 / cogito天才の」                           | DCUN-49        | 2023年8月26日  | 1.星躔 2.cogito天才の 3.DALA_MATIQ 4.ロカンタン 5.Past 6.星躔 (off vo.) 7.cogito天才の (off vo.) 8.DALA_MATIQ (off vo.) 9.ロカンタン (off vo.) 10.Past (off vo.) | |
| 16th Single               | 「4:19 A.M.」                                     | DCUN-55+56～60 | 2024年2月21日  | 全8曲(CD)、全6曲(配信) | 限定店舗・通販・配信限定 |
| 17th Single               | 「[about us] / 灰色の心象へ胡乱の詩に軽い音」     | DCUN-67+69～72 | 2024年6月19日  | 全10曲(5曲オフボーカル) | 限定店舗・通販・配信限定 |
|                           | 「HOPES #1.5」                                    | DCUN-73        | 2024年11月24日 | 全2曲 | 会場限定CD |

### アルバム
| No.  | タイトル                         | 品番            | 発売日         | 収録曲 | 備考 |
| ---- | -------------------------------- | --------------- | -------------- | --- | --- |
| 1st  | STARTiNG OVER'S [初回生産限定盤] | DCCL27～28      | 2011年11月16日 | 1.starting over（詞曲：椎名未緒） 2.絶望クリエイター（詞曲：未緒） 3.U -s m e h-（詞曲：結、未緒） 4.ユキノシタ（詞曲：LiN） 5.提案（詞曲：未緒） 6.ミドルノート（詞曲：LiN） 7.walpurgis（詞曲：未緒） 8.BadRequest（詞曲：LiN） 9.world wide wish（詞曲：未緒） 10.答え無いコトバ（詞曲：ゆきみ） 11.Eniver（詞曲：椎名未緒） ー以下通常盤にのみ収録ー 12.epilogue（詞曲：椎名未緒） 13.Kud'（詞曲：椎名未緒） 初回限定生産盤DVD 1.ミドルノート 2.Ms.Fabbit 3.提案 4.絶望クリエイター 5.U-s m e h- | 週間オリコンインディーズアルバムチャート初登場3位。 週間オリコンアルバムチャート初登場39位。 初回限定生産盤に付いているDVDの映像は、2011年8月23日に行われた1stワンマンライヴ、U&U's -starting over's-のライヴ映像。 このCDの発売より、DANGER CRUE RECORDS、MARVERIC DCに加入した。 |
| 1st  | STARTiNG OVER'S [通常盤]         | DCCL29          | 2011年11月16日 | 1.starting over（詞曲：椎名未緒） 2.絶望クリエイター（詞曲：未緒） 3.U -s m e h-（詞曲：結、未緒） 4.ユキノシタ（詞曲：LiN） 5.提案（詞曲：未緒） 6.ミドルノート（詞曲：LiN） 7.walpurgis（詞曲：未緒） 8.BadRequest（詞曲：LiN） 9.world wide wish（詞曲：未緒） 10.答え無いコトバ（詞曲：ゆきみ） 11.Eniver（詞曲：椎名未緒） ー以下通常盤にのみ収録ー 12.epilogue（詞曲：椎名未緒） 13.Kud'（詞曲：椎名未緒） 初回限定生産盤DVD 1.ミドルノート 2.Ms.Fabbit 3.提案 4.絶望クリエイター 5.U-s m e h- | 週間オリコンインディーズアルバムチャート初登場3位。 週間オリコンアルバムチャート初登場39位。 初回限定生産盤に付いているDVDの映像は、2011年8月23日に行われた1stワンマンライヴ、U&U's -starting over's-のライヴ映像。 このCDの発売より、DANGER CRUE RECORDS、MARVERIC DCに加入した。 |
| 2nd  | MEANiNG [初回生産限定盤]         | DCCL63～64      | 2012年12月5日  | 1.grow into UNiTE.（作曲：椎名未緒） 2.Meaning（詞曲：椎名未緒） 3.失望エミュレイター（詞曲：未緒） 4.約束（詞曲：椎名未緒） 5.L for U（詞曲：結） 6.可塑性MAGIE（詞曲：未緒） 7.cinema verite（詞曲：椎名未緒） 8.イオ（詞曲：LiN） 9.Cocky-discuS（詞曲：LiN） 10.アポカリプティックサウンド（詞曲：未緒） 11.青と白のコトバ（詞曲：ゆきみ） 12.AIVIE（詞曲：結） 13.AIVIE pf ver.（作曲：結）（初回盤のみ収録） ー以下通常盤にのみ収録ー 13.life time relation（詞曲：椎名未緒） 14.クオリア（詞曲：LiN） 初回限定生産盤DVD 20120917「UNiTE. ONEMAN LIVE ［U&U’s –meaning- ］AT 東京国際フォーラムC」のLive映像を収録。                              | 週間オリコンアルバムチャート初登場62位。 初回限定生産盤に付いているDVDの映像は、2012年9月17日に行われたワンマンライヴ、U&U's -meaning-のライヴ映像。 |
| 2nd  | MEANiNG [通常盤]                 | DCCL-65         | 2012年12月5日  | 1.grow into UNiTE.（作曲：椎名未緒） 2.Meaning（詞曲：椎名未緒） 3.失望エミュレイター（詞曲：未緒） 4.約束（詞曲：椎名未緒） 5.L for U（詞曲：結） 6.可塑性MAGIE（詞曲：未緒） 7.cinema verite（詞曲：椎名未緒） 8.イオ（詞曲：LiN） 9.Cocky-discuS（詞曲：LiN） 10.アポカリプティックサウンド（詞曲：未緒） 11.青と白のコトバ（詞曲：ゆきみ） 12.AIVIE（詞曲：結） 13.AIVIE pf ver.（作曲：結）（初回盤のみ収録） ー以下通常盤にのみ収録ー 13.life time relation（詞曲：椎名未緒） 14.クオリア（詞曲：LiN） 初回限定生産盤DVD 20120917「UNiTE. ONEMAN LIVE ［U&U’s –meaning- ］AT 東京国際フォーラムC」のLive映像を収録。                              | 週間オリコンアルバムチャート初登場62位。 初回限定生産盤に付いているDVDの映像は、2012年9月17日に行われたワンマンライヴ、U&U's -meaning-のライヴ映像。 |
| 3rd  | Ai [初回生産限定盤]              | DCCL-128～129   | 2014年1月22日  | 1.アイ -'ation-（詞曲：椎名未緒） 2.May_A_Fly_i（詞曲：LiN） 3.small world order (Ai ver.)（詞曲：椎名未緒） 4.At traction S（詞曲：LiN） 5.プログルーミー（詞曲：未緒） 6.FCW（詞曲：未緒） 7.色即是空 -イロスナワチコレソラナリ- (Ai ver.)（詞曲：LiN） 8.粛清とチョコレート（詞曲：未緒） 9.flower of reunion（詞曲：椎名未緒） 10.ハートレス クラシックメモリー (Ai ver.)（詞：結、曲：結、未緒） ー以下通常盤タイプMにのみ収録ー scenes（詞曲：椎名未緒） Invit'（詞曲：椎名未緒） ー以下通常盤タイプLにのみ収録ー アンテリナム（詞曲：LiN） ポロメオノワ（詞曲：LiN） 初回限定生産盤DVD 1.アイ-‘ation- MV 2.アイ-‘ation- MV Making                | この他に収録が予定される楽曲5曲をファン参加型オフィシャル選曲会にて決定し、収録する。 週間オリコンアルバムチャート初登場21位獲得。 |
| 3rd  | Ai [通常盤タイプM]               | DCCL-130        | 2014年1月22日  | 1.アイ -'ation-（詞曲：椎名未緒） 2.May_A_Fly_i（詞曲：LiN） 3.small world order (Ai ver.)（詞曲：椎名未緒） 4.At traction S（詞曲：LiN） 5.プログルーミー（詞曲：未緒） 6.FCW（詞曲：未緒） 7.色即是空 -イロスナワチコレソラナリ- (Ai ver.)（詞曲：LiN） 8.粛清とチョコレート（詞曲：未緒） 9.flower of reunion（詞曲：椎名未緒） 10.ハートレス クラシックメモリー (Ai ver.)（詞：結、曲：結、未緒） ー以下通常盤タイプMにのみ収録ー scenes（詞曲：椎名未緒） Invit'（詞曲：椎名未緒） ー以下通常盤タイプLにのみ収録ー アンテリナム（詞曲：LiN） ポロメオノワ（詞曲：LiN） 初回限定生産盤DVD 1.アイ-‘ation- MV 2.アイ-‘ation- MV Making                | この他に収録が予定される楽曲5曲をファン参加型オフィシャル選曲会にて決定し、収録する。 週間オリコンアルバムチャート初登場21位獲得。 |
| 3rd  | Ai [通常盤タイプL]               | DCCL-131        | 2014年1月22日  | 1.アイ -'ation-（詞曲：椎名未緒） 2.May_A_Fly_i（詞曲：LiN） 3.small world order (Ai ver.)（詞曲：椎名未緒） 4.At traction S（詞曲：LiN） 5.プログルーミー（詞曲：未緒） 6.FCW（詞曲：未緒） 7.色即是空 -イロスナワチコレソラナリ- (Ai ver.)（詞曲：LiN） 8.粛清とチョコレート（詞曲：未緒） 9.flower of reunion（詞曲：椎名未緒） 10.ハートレス クラシックメモリー (Ai ver.)（詞：結、曲：結、未緒） ー以下通常盤タイプMにのみ収録ー scenes（詞曲：椎名未緒） Invit'（詞曲：椎名未緒） ー以下通常盤タイプLにのみ収録ー アンテリナム（詞曲：LiN） ポロメオノワ（詞曲：LiN） 初回限定生産盤DVD 1.アイ-‘ation- MV 2.アイ-‘ation- MV Making                | この他に収録が予定される楽曲5曲をファン参加型オフィシャル選曲会にて決定し、収録する。 週間オリコンアルバムチャート初登場21位獲得。 |
| 4th  | UNiVERSE [初回生産限定盤]        | DCCL-186～187   | 2015年7月8日   | 1.universe 2.iNCUBATiON2.0 3.レヴ 4.造花と嘘 5.マイ アイ ロニ カル 6.回想 7.l8r 8.ice 9.チキンリドル 10.THEATER -LA- 11.timeSICKness 12.---キリトリセン--- 13.マーブル ー以下通常盤にのみ収録ー 14.HELIOS 15.約束 -Pf arrange- 初回限定生産盤DVD 1.universe MV 2.universe MV Making | ― |
| 4th  | UNiVERSE [通常盤]                | DCCL-188        | 2015年7月8日   | 1.universe 2.iNCUBATiON2.0 3.レヴ 4.造花と嘘 5.マイ アイ ロニ カル 6.回想 7.l8r 8.ice 9.チキンリドル 10.THEATER -LA- 11.timeSICKness 12.---キリトリセン--- 13.マーブル ー以下通常盤にのみ収録ー 14.HELIOS 15.約束 -Pf arrange- 初回限定生産盤DVD 1.universe MV 2.universe MV Making | ― |
| 5th  | NEW CLASSIC [会場＆通販限定盤]   | DCUN-17～18     | 2018年6月20日  | 1.funky!!! 2.-ハロミュジック- 3.ジュピタ 4.ubique 5.五月已 6.ナユタの秘密 7.ノゾキアナ？ 8.Romantic☆Trampoline 9.ディシバダルツ 10.隕石系スタジオパンダ 11.栞 12.A Little Picture 13.ホワイトスイマ→ ー以下会場＆通販限定盤にのみ収録ー 14.good night 15.リーベリ 会場＆通販限定盤 DISC2 1.-ハロミュジック- (off vo.) 2.ジュピタ (off vo.) 3.ubique (off vo.) 4.五月已 (off vo.) 5.ナユタの秘密 (off vo.) 6.ノゾキアナ？ (off vo.) 7.Romantic☆Trampoline (off vo.) 8.ディシバダルツ (off vo.) 9.隕石系スタジオパンダ (off vo.) 10.栞 (off vo.) 11.A Little Picture (off vo.) 12.ホワイトスイマ→ (off vo.) 13.good night (off vo.) 14.リーベリ (off vo.) | 会場＆通販限定盤のみ2枚組仕様。 |
| 5th  | NEW CLASSIC [通常盤]             | DCUN-19         | 2018年6月20日  | 1.funky!!! 2.-ハロミュジック- 3.ジュピタ 4.ubique 5.五月已 6.ナユタの秘密 7.ノゾキアナ？ 8.Romantic☆Trampoline 9.ディシバダルツ 10.隕石系スタジオパンダ 11.栞 12.A Little Picture 13.ホワイトスイマ→ ー以下会場＆通販限定盤にのみ収録ー 14.good night 15.リーベリ 会場＆通販限定盤 DISC2 1.-ハロミュジック- (off vo.) 2.ジュピタ (off vo.) 3.ubique (off vo.) 4.五月已 (off vo.) 5.ナユタの秘密 (off vo.) 6.ノゾキアナ？ (off vo.) 7.Romantic☆Trampoline (off vo.) 8.ディシバダルツ (off vo.) 9.隕石系スタジオパンダ (off vo.) 10.栞 (off vo.) 11.A Little Picture (off vo.) 12.ホワイトスイマ→ (off vo.) 13.good night (off vo.) 14.リーベリ (off vo.) | 会場＆通販限定盤のみ2枚組仕様。 |
| 6th  | 黒ノ彷徨 [通常盤]                | DCUN-23         | 2019年10月2日  | 1.赧い蝶 2.EARL GREY 3.釘 4.Ravish Monster 5.Licks 6.赧い蝶 (off vo.) 7.EARL GREY (off vo.) 8.釘 (off vo.) 9.Ravish Monster (off vo.) 10.Licks (off vo.) | |
| 7th  | ファンファーレ［通販＆枚数限定］ | DCUN-30 DCUN-31 | 2021年3月3日   | 1.ファンファーレ 2.NASTY_Q_APRI? 3.さよならユーフォリア 4.液体の夜 5.狐媚 6.優しい嘘 -以下【DCUN-31/収録曲】- 1.ファンファーレ(off vo.) 2.ファンファーレ (結 爆上げver.) 3.ファンファーレ (椎名未緒 爆上げver.) 4.ファンファーレ (LiN 爆上げver.) 5.ファンファーレ (ハク 爆上げver.) 6.ファンファーレ (莎奈 爆上げver.) | |
| 7th  | ファンファーレ［通常盤］         | DCUN-30         | 2021年3月3日   | 1.ファンファーレ 2.NASTY_Q_APRI? 3.さよならユーフォリア 4.液体の夜 5.狐媚 6.優しい嘘 -以下【DCUN-31/収録曲】- 1.ファンファーレ(off vo.) 2.ファンファーレ (結 爆上げver.) 3.ファンファーレ (椎名未緒 爆上げver.) 4.ファンファーレ (LiN 爆上げver.) 5.ファンファーレ (ハク 爆上げver.) 6.ファンファーレ (莎奈 爆上げver.) | |
| Best | HOPES #1                         | DCUN-61+62～66  | 2024年3月20日  | 全13曲 | 配信は同年3月27日より開始 |

### 無料配布CD
| 分類       | タイトル                           | 発売日         | 収録曲                                                                         | 備考 |
| ---------- | ---------------------------------- | -------------- | ------------------------------------------------------------------------------ | --- |
| 無料配布CD | Kud'                               | 2011年8月23日  | 1.Kud' -original edit-                                                         | 2011年8月23日に行われた1stワンマンライヴ、 U&U's -starting over's-で無料配布された。 ※現在入手困難。           |
| 無料配布CD | Serial story CD 零巻「わすれもの」 | 2013年8月24日  | 1.わすれもの BOOK(原作短編小説 第零話「忘れじ」掲載）                          | 2013年8月24日に行われるワンマンライヴ、祭っちった。にて無料配布された。※現在入手困難。                         |
| 無料配布CD | Rely.                              | 2017年9月30日  | 1.Rely. 2.Rely. (off vo.)                                                      | 会場限定シングル「ディシバダルツ」「ナユタの秘密」「ノゾキアナ？」のいずれかの帯の半券と引き換えに配布された。 |
| 無料配布CD | AGREE 1                            | 2022年10月12日 | 1.ふわり (CONTiNUE? ver.) 2必殺 (mitsu ver.) 2イオ (CHISA ver.)                | ユナイト 2022 Oneman Live Tour「CONTiNUE?」FINAL Day1にて、来場者へ無料配布された。                            |
| 無料配布CD | AGREE 2                            | 2022年10月13日 | 1.ふわり (CONTiNUE? ver.) 2.シトラス (夕霧 ver.) 2.PiNKY_she_SWeAR (翔梧 ver.) | ユナイト 2022 Oneman Live Tour「CONTiNUE?」FINAL Day2にて、来場者へ無料配布された。                            |

### デジタルリリース
| 分類             | タイトル             | 発売日        | 収録曲                                   | 備考                                                                        |
| ---------------- | -------------------- | ------------- | ---------------------------------------- | --------------------------------------------------------------------------- |
| デジタルリリース | 原典：パープルレシオ | 2014年1月1日  | 1.原典：パープルレシオ（詞曲：椎名未緒） | 3rd Albumの選曲に漏れた一曲を一ヶ月限定でデジタルリリース。 ※現在入手不可。 |
| デジタルリリース | 無限ピクセル         | 2016年6月25日 | 1.無限ピクセル                           |                                                                             |
| デジタルリリース | くくる               | 2016年7月18日 | 1.くくる                                 | 「沖縄の海」をテーマに作成された。                                          |
| デジタルリリース | PiNKY_she_SWeAR      | 2016年8月8日  | 1.PiNKY_she_SWeAR                        |                                                                             |

### DVD
| 分類     | タイトル                                                                                      | 品番    | 発売日        | 収録曲 | 備考                                                                                                  |
| -------- | --------------------------------------------------------------------------------------------- | ------- | ------------- | --- | --- |
| LIVE DVD | 『UNiTE. FIRST ANNIVERSARY ONEMAN LIVE [U&U's -ANSWER-] AT AKASAKA BLITZ 20120329』           | DCBL-11 | 2012年8月22日 | 01.AIVIE 02.ユキノシタ 03.不完全I/F 04.Ms.Fabbit 05.プレテンス 06.BadRequest 07.ハイスピードフェイスレスネス 08.Chronus 09.ディストリー 10.snow slow 11.答え無いコトバ 12.Kud’ 13.epilogue 14.melt into UNiTE. 15.鳥籠好餌責務 -TORIKAGO like obligation- 16.提案 17.失踪イン マイ ルーム 18.walpurgis 19.ミドルノート 20.U -s m e h- 21.絶望クリエイター 22.starting over 23.約束 24.world wide wish 25.Eniver                                        | オリコンチャート初登場100位獲得。 2012年3月29日、SOLD OUTとなった記念すべき一周年ワンマン公演を収録。 |
| MV集     | UNiTE. CLIPS #01                                                                              | DCBL-12 | 2013年8月27日 | 1.Eniver 2.world wide wish 3.starting over 4.AIVIE 5.約束 6.イオ 7.Meaning 8.鳥籠好餌責務-TORIKAGO like obligation- | |
|          |                                                                                               |         |               | | |
| LIVE DVD | 「2013 SPRING ONEMAN TOUR［once live too meaning］ TOUR FINAL AT SHIBUYA-AX」                 | DCBL-14 | 2014年3月5日  | 01. starting over 02. U -s m e h- 03. BadRequest 04. Kud' 05. Ms.Fabbit 06. 可塑性MAGIE 07. Love_Duck_Core_Nothing 08. 約束 09. cinema verite 10. epilogue 11. grow into UNiTE.(BAND ver.) 12. Meaning 13. アポカリプティックサウンド 14. 鳥籠好餌責務 -TORIKAGO like obligation- 15. world wide wish 16. Cocky-discuS 17. AIVIE 18. イオ 19. クオリア 20. life time relation 21. small world order 22. 絶望クリエイター/失望エミュレイター 23. Eniver | |
|          |                                                                                               |         |               | | |
| LIVE DVD | 「UNiTE. 3rd Anniversary oneman live -U&U's Ai- AT SHINAGAWA Stellar Ball 20140329」          | DCBL-15 | 2014年7月2日  | 01. アイ -'ation- 02. ディストリー 03. BadRequest 04. draws, 05. プログルーミー 06. At traction S 07. Love_Duck_Core_Nothing 08. flower of reunion 09. 美空結び 10. アンテリナム 11. May_A_Fly_i 12. 鳥籠好餌責務 -TORIKAGO like obligation- 13. 色即是空 -イロスナワチコレソラナリ- 14. FCW 15. 絶望クリエイター 16. small world order 17. イオ 18. Cocky-discuS 19. starting over 20. Invit' 21. 粛清とチョコレート 22. Eniver                       | |
|          |                                                                                               |         |               | | |
| LIVE DVD | 「UNiTE. ONEMAN LIVE -U&U's あの日見た、奇跡の先に- 渋谷公会堂20140816」                      | DCBL-16 | 2015年1月28日 | 01. レヴ 02. starting over 03. ディストリー 04. ユキノシタ 05. AIVIE 06. Meaning 07. 君は知らない 08. snow slow 09. re:make 10. Love_Duck_Core_Nothing 11. At traction S 12. FCW 13. 絶望クリエイター 14. Cocky-discuS 15. small world order 16. イオ 17. U -s m e h- 18. scenes 19. 約束 20. クオリア 21. ice 22. world wide wish 23. Eniver | |
|          |                                                                                               |         |               | | |
| LIVE DVD | 「UNiTE. 5th Anniversary oneman live -U&U’s in the FUTURE- AT TOKYO DOME CITY HALL 20160326」 | DCUN-09 | 2017年3月1日  | 01. ジュピタ 02. universe 03. AIVIE 04. スキ≒キライ 05. BadRequest 06. HELIOS 07. 星屑と形 08. マーブル 09. WONDER f∞l PEOPLE 10. THEATER –LA- 11. timeSICKness 12. 「ヨル」と「ヒカリ」 13. 造花と嘘 14. アンハッピータイムリーパー 15. 高級娼婦とカミキリムシ 16. Love_Duck_Core_Nothing 17. FCW 18. Cocky-discuS 19. イオ 20. ice 21. small world order 22. レヴ 23. Eniver 24. starting over                                                       | |

## 書籍等

### 雑誌連載
- Gab.『ユナイトMOTTO知らナイト』（2011年6月 - 、株式会社スターチャイルド）

## テレビ

### 過去に出演した番組
民放地上波番組は系列局制作分も含む。
- テレビ東京
  - Vの流儀（2010年6月1日）
  - Vの流儀（2010年11月2日 - 2010年11月30日）マンスリーアーティストとして毎週出演
  - Vの流儀（2010年12月28日）
  - Vの流儀（2010年1月25日）
  - Vの流儀（2010年3月21日）